# Schoutedenomyia horsini
Schoutedenomyia horsini är en tvåvingeart som först beskrevs av Seguy 1963.  Schoutedenomyia horsini ingår i släktet Schoutedenomyia och familjen stilettflugor.
Artens utbredningsområde är Senegal. Inga underarter finns listade i Catalogue of Life.